# Bojan Adamič
Bojan Adamič (Ribnica, 9 de agosto de 1912 — Liubliana, 3 de noviembre de 1995) fue un compositor, director de orquesta, arreglista, pianista y músico de jazz esloveno.
Fue un polifacético artista musical, muy conocido por su trabajo en el campo de los espectáculos y las bandas sonoras para películas. Menos conocido es su trabajo en el campo de la fotografía, centrado principalmente en las máscaras del carnaval de Ptuj.

## Biografía
Adamič nació en Ribnica, en el Ducado de Carniola (entonces Austria-Hungría). Estudió piano en la Academia de Música de Liubliana con el profesor Janko Ravnik, donde acabaría graduándose en junio de 1941. A finales de los años 30 fundó un grupo de swing, Broadway. 
Durante la Segunda Guerra Mundial, apoyó económicamente al movimiento de resistencia antifascista esloveno. En 1943 se unió a los partisanos eslovenos y colaboraba con su música en la radio que emitía el Frente de Liberación. Durante la guerra conoció a la que sería su esposa, Barbara Černič, con la que tuvo una hija, Alenka Adamič.
Tras el final de la Segunda Guerra Mundial, fundó una big band con un grupo de músicos retornados a Liubliana. Este conjunto evolucionaría a un organismo musical profesional conocido como la Orquesta de Danza de Radio Liubliana (en la actualidad Big Band de la RTV Eslovenia), con la que cosechó un gran éxito y realizó giras por varios países. Dirigió esta orquesta hasta principios de los años 60, cuando tomó el relevo Jože Privšek.
Aunque en sus inicios se inclinó por el jazz, posteriormente se dedicó a componer bandas sonoras para películas, música para el Festival de la Canción de Eslovenia y música para espectáculos teatrales. Adamič desarrolló un sonido específico sobre la base de elementos del folclore esloveno, que está presente en toda su obra. Compuso bandas sonoras para más de 200 películas producidas en Eslovenia, Estados Unidos, Hungría, Suiza, Alemania Occidental, Francia y Gran Bretaña. Además, compuso música de cámara y obras sinfónicas. 
Adamič ejerció como presidente de la Asociación de Compositores Eslovenos. Desde 1980 hasta 1982 fue el jefe de la producción musical de Radio Eslovenia. Murió en 1995 en Liubliana.

## Premios
Adamič fue galardonado con los más prestigiosos premios por su obra. En 1979 se le concedió el Premio Prešeren, el galardón cultural más preciado de Eslovenia, por el trabajo de toda una vida. En 1990, recibió el Premio Ježek por sus canciones humorísticas y como colaborador de Frane Milčinski, y en 1992, la Orden de Plata de la Libertad de la República de Eslovenia.